# 切爾尼亞希夫 (奧斯特羅赫區)
50°26′12″N 26°33′40″E / 50.43667°N 26.56111°E
切爾尼亞希夫（烏克蘭語：Черняхів），是烏克蘭西北部的村莊，隸屬里夫內州的里夫內區。該村始建於1878年，面積0.89平方公里，海拔高度191米，2001年人口403，人口密度每平方公里454.3人。